# Radek Baborák

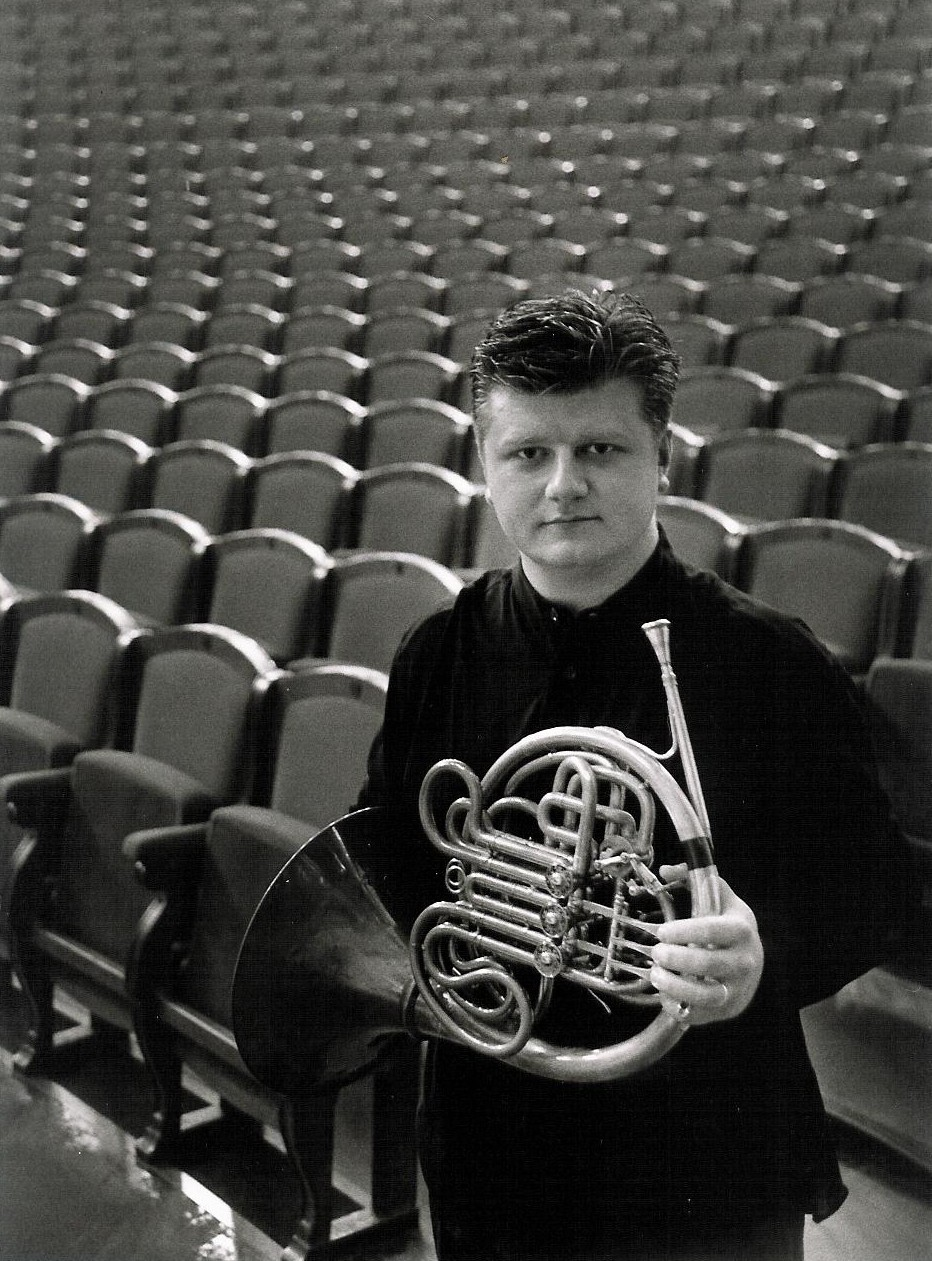
Radek Baborák

Radek Baborák (* 11. März 1976 in Pardubice, Tschechoslowakei) ist ein tschechischer Hornist.
Radek Baborák wurde in eine Musikerfamilie geboren und begann im Alter von acht Jahren bei Karel Krenek Horn zu spielen. Als Zwölfjähriger wurde er Sieger beim Rundfunk-Wettbewerb Concertino Praga. Drei Jahre später gewann er den dritten Preis beim Prager Frühling.
Von 1989 bis 1994 studierte Radek Baborák bei Bedřich Tylšar.

## Auszeichnungen
Er ist Gewinner zahlreicher Wettbewerbe, eine Auswahl der wichtigsten:
- International Rundfunk-Wettbewerb der UNESCO (1993)
- Zweiter Preis in Genf 1993 (der erste Preis wurde nicht vergeben)
- Erster Preis beim Internationalen Musikwettbewerbs der ARD in München (1994)
- Erster Preis beim Internationalen Instrumentalwettbewerb Markneukirchen (1994)
- Grammy Classic Award in der Tschechischen Republik (1995)
- Davidoff Prize 2001
- Mostly Classic Award 2002

Als Solist gastiert er mit namhaften Orchestern in Deutschland und im Ausland – u. a. London Philharmonic Orchestra, Berliner Philharmoniker, Symphonieorchester des Bayerischen Rundfunks, Münchner Philharmoniker, Bamberger Symphoniker, Württembergisches Kammerorchester Heilbronn, Bachakademie Stuttgart, Deutsches Symphonie-Orchester Berlin, SWR Sinfonieorchester, Mozarteum-Orchester Salzburg, der Tschechischen Philharmonie, St. Petersburg Philharmonie, Orchestre National de Lyon, Philharmonieorchester Tokio, NHK-Sinfonieorchester u. a.; neben zahlreichen Fernsehauftritten gibt es Recitals bei renommierten Festivals und in den wichtigen Kulturzentren der Welt.
Radek Baborák gewann beim ARD-Wettbewerb in München 1997 mit dem Afflatus Quintett ebenfalls einen ersten Preis in der Kategorie Bläserquintett.
Schon als Achtzehnjähriger wurde er Solohornist der Tschechischen Philharmonie. Baborák war von 1996 bis 2000 Solohornist der Münchner Philharmoniker, von 2000 bis 2002 Solohornist der Bamberger Symphoniker und von 1998 bis 2000 Gastdozent der Fondazione Arturo Toscanini als Nachfolger von Hermann Baumann. Von 2002 bis 2011 war er als Solohornist bei den Berliner Philharmonikern engagiert.